# ZeroNet
ZeroNetは、BitcoinやTorrentなどに使用されているP2P技術によって作られたネットワークとそれに接続する為のソフトウェアの総称。

## 概要
特徴として、検閲されにくい事と中央のサーバーが無い為サーバーダウンが発生しない事(単純に速度が遅いことはある)がある。また、ユーザーはZeroNet内でのみ閲覧可能なサイトを作成し公開することも出来る。WWW上に存在するサイトのミラーやそこからヒントを得たサイトなども存在する。その他、掲示板やメールなどのサービスが存在する。